# Стратиевский, Натан Борисович
Натан Борисович Стратиевский (1920—2003) — участник Великой Отечественной войны, стрелок-радист 96-го гвардейского бомбардировочного авиационного полка (301-я бомбардировочная авиационная дивизия, 3-й бомбардировочный авиационный корпус, 16-я воздушная армия, 1-й Белорусский фронт), Герой Советского Союза, гвардии младший лейтенант

## Биография
Родился в семье рабочего. Еврей. Член ВКП(б)/КПСС с 1942 года. В 1922 году вместе с родителями переехал в Москву. Учился в московских средних школах. Окончил 1 курс Московского электромеханического института инженеров железнодорожного транспорта.
В РККА с 1939 года. В 1940 году окончил школу младших авиационных специалистов.
Участник Великой Отечественной войны с июня 1941 года. Всего за время войны совершил 238 успешных боевых вылетев, из которых 83 — на разведку. Участвовал в 67 воздушных боях, лично сбил 5 фашистских самолётов и 5 — в группе, 7 самолётов уничтожил пулемётным огнём при штурмовке аэродромов противника. В боях ранен и контужен.
В 1949 году окончил Военный институт иностранных языков. Преподавал английский язык в Харьковском военном авиационном училище штурманов. С 1956 года — в запасе. Жил в Москве. Работал директором курсов иностранных языков № 2 при Мосгорисполкоме, внештатным переводчиком в Военном издательстве технической литературы. Вёл общественную работу в международной комиссии Российского комитета ветеранов войны. Похоронен на Троекуровском кладбище в Москве.

## Награды
Звание Героя Советского Союза с вручением ордена Ленина и медали «Золотая Звезда» (№ 5365) присвоено Указом Президиума Верховного Совета СССР от 23 февраля 1945 года.
Награждён орденами Красного Знамени, Отечественной войны 1-й и 2-й степеней, 2 орденами Красной Звезды, медалями.